# Christiaan Moll
Christiaan Hendrik Moll (Harderwijk, 1 juni 1923 – 28 februari 1998) was een Nederlands politicus van de PvdA.
Hij werd geboren als zoon van dr. Jakob Moll (1889-1952), rector van het Christelijk Lyceum in Harderwijk, en Jolina Wielinga (1894-1955). Hij is afgestudeerd in de rechten en ging in 1956 werken bij de gemeente Leeuwarden. In 1959 maakte hij de overstap naar de gemeente Utingeradeel waar hij het bracht tot commies. In oktober 1961 werd hij de burgemeester van de gemeenten Kwadijk, Middelie en Warder en vanaf 1970 was hij burgemeester van Callantsoog. Vanwege gezondheidsproblemen werd hem in mei 1976 ontslag verleend waarna hij verhuisde naar Friesland. In 1998 overleed Moll op 74-jarige leeftijd.